# The Soul Cages
The Soul Cages (englisch für „Die Seelenkäfige“) ist das dritte Studioalbum von Sting nach seiner Zeit bei The Police. Es ist ein Konzeptalbum, das von Stings Jugend an der nordenglischen Küste inspiriert ist. Vier Singles wurden ausgekoppelt: All This Time, Mad About You, The Soul Cages und Why Should I Cry For You.
The Soul Cages ist ein Konzeptalbum, das sich auf den Tod von Stings Vater konzentriert. Sting hatte kurz nach dem Tod seines Vaters 1987 eine Schreibblockade entwickelt; die zwei Jahre dauerte. Er überwand seine Trauer, indem er den Tod seines Vaters musikalisch verarbeitete. Die Single Why Should I Cry for You wurde 1989 geschrieben, und Sting sagte, dass der Rest des Albums recht reibungslos verlief, nachdem diese erste Hürde überwunden war. Die meisten Lieder haben Motive im Zusammenhang mit dem Segeln oder den Meeren; Sting schrieb in seiner Autobiografie Broken Music, dass sein Vater es immer bereut habe, kein Seemann geworden zu sein. Es gibt auch Hinweise auf Newcastle, wo Sting aufgewachsen war. 
Das erfolgreiche Album erreichte unter anderem in Deutschland und Großbritannien die Spitze der Charts. Es ist Stings kurz zuvor verstorbenem Vater gewidmet und markiert den Beginn der engen Zusammenarbeit mit dem Gitarristen Dominic Miller. Die Single The Soul Cages gewann den Grammy Awards 1992 als bester Rocksong.

## Titelliste
1. Island of Souls – 6:41
2. All This Time – 4:54
3. Mad About You – 3:53
4. Jeremiah Blues (Part 1) – 4:54
5. Why Should I Cry for You – 4:46
6. Saint Agnes and the Burning Train – 2:43
7. The Wild Wild Sea – 6:41
8. The Soul Cages – 5:52
9. When the Angels Fall – 7:48

## Besetzung
- Sting – Gesang, Bass, Harmonika, Saxofon
- Manu Katché – Schlagzeug
- Kenny Kirkland – Keyboard
- Dominic Miller – Gitarre
- Branford Marsalis – Saxophon
- Kathryn Tickell – Northumbrischer Dudelsack
- Paola Paparelle – Oboe
- David Sancious – Keyboard
- Vinx De'jon Parrette – Perkussion[2]
- Bill Summers – Perkussion
- Tony Vacca – Perkussion
- Skip Burney – Perkussion
- Ray Cooper – Perkussion
- Munyungo Jackson – Perkussion

## Auszeichnungen für Musikverkäufe
| Land/Region                  | Auszeichnungen für Musikverkäufe (Land/Region, Auszeichnung, Verkäufe) | Verkäufe    |
| ---------------------------- | ---------------------------------------------------------------------- | ----------- |
| Australien (ARIA)            | Gold                                                                   | 35.000      |
| Belgien (BRMA)               | Gold                                                                   | 40.000      |
| Deutschland (BVMI)           | Platin                                                                 | 500.000     |
| Europa (IFPI)                | Platin                                                                 | (1.000.000) |
| Finnland (IFPI)              | Gold                                                                   | 26.040      |
| Frankreich (SNEP)            | Platin                                                                 | 300.000     |
| Japan (RIAJ)                 | Gold                                                                   | 100.000     |
| Kanada (MC)                  | Platin                                                                 | 100.000     |
| Neuseeland (RMNZ)            | Gold                                                                   | 10.000      |
| Österreich (IFPI)            | Gold                                                                   | 25.000      |
| Schweiz (IFPI)               | 2× Platin                                                              | 100.000     |
| Spanien (Promusicae)         | Platin                                                                 | 100.000     |
| Vereinigte Staaten (RIAA)    | Platin                                                                 | 1.000.000   |
| Vereinigtes Königreich (BPI) | Gold                                                                   | 100.000     |
| Insgesamt                    | 7× Gold · 8× Platin ·                                                  | 2.436.050   |

Hauptartikel: Sting/Auszeichnungen für Musikverkäufe